# Overflows 〜言葉にできなくて〜
「Overflows 〜言葉にできなくて〜」（オーバーフローズ ことばにできなくて）は、ナオト・インティライミによる楽曲。彼の18枚目のシングルとして2016年7月6日にユニバーサルシグマから発売された。

## 概要
「Overflows 〜言葉にできなくて〜」は、フジテレビ系の人気バラエティ番組『痛快TV スカッとジャパン』内の人気コーナー「胸キュンスカッと」のテーマソング。2016年4月11日放送の2時間スペシャル内において、番組のファンだったナオトがMCの内村光良に「このコーナーに合いそうな曲がうっかり出来てしまいました。もし気に入っていただけた折りには…なんて思います」という手紙を番組に送り、その回以降、同コーナーのテーマ曲として使用されている。番組のスタッフ陣によるミュージック・ビデオが制作されており、番組へのゲスト出演が多い高杉真宙、大友花恋、恒松祐里が出演している。

## 収録曲
全作曲：ナオト・インティライミ
1. Overflows 〜言葉にできなくて〜 [4:14]
  - 作詞：ナオト・インティライミ、O-live、編曲：大久保薫、ナオト・インティライミ

フジテレビ系「痛快TV スカッとジャパン」内「胸キュンスカッと」テーマソング
2. Overflows 〜言葉にできなくて〜(弾き語りver.) [4:14]
3. Overflows 〜言葉にできなくて〜(Piano ver.) [1:34]
4. 待ちあわせ Live@神戸国際会館 [4:43]
  - 作詞・作曲：ナオト・インティライミ